# Uri Cohen-Mintz
Uri Cohen-Mintz, né le 1er août 1973 à Tel Aviv (Israël), est un joueur professionnel israélien de basket-ball. Il mesure 2,05 m et évolue au poste d'ailier. Il est le fils du joueur de basket-ball Tanhum Cohen-Mintz.

## Université
- 1994-1995 :  University of Connecticut (NCAA 1)

## Clubs
- 1992-1993 :  Maccabi Tel-Aviv (1er division)
- 1993-1994 :  Hapoël Gvat (1er division)
- 1995-1996 :  Maccabi Jérusalem (1er division)
- 1996-1997 :  Maccabi Ramat Gan (1er division)
- 1997-1998 :  Bnei Herzliya (1er division)
- 1998-1999 :  Maccabi Ramat Gan (1er division)
- 1999-2000 :  Hapoël Jérusalem (1er division)
- 2001-2001 :  Elitzur Ashkelon (1er division)
- 2001-2003 :  Hapoël Tel-Aviv (1er division)
- 2003-2006 :  Élan sportif chalonnais (Pro A)
- 2006-2007 :  Hapoël Galil Elyon (1er division)
- 2007-2008 :  Ironi Qiryat Ata (2e division)
- 2008-2009 :  Hapoël Afoula (2e division)
- 2009-2010 : 
  -  Hapoël Galil-Elion Golan (1er division)
  - puis Hapoël Afoula (2e division)
- 2010-2012 :  Hapoël Afoula (2e division)

## Sélection
Ancien international israélien.